# Coleophora millefolii
Coleophora millefolii é uma espécie de mariposa do gênero Coleophora pertencente à família Coleophoridae.